# Geréb György
Geréb György (Komárom, 1923. június 17. – Szeged, 1982. január 28.) magyar pszichológus, főiskolai tanár, címzetes egyetemi tanár. Felesége Geréb Rozália; lányaik Geréb Anna és Geréb Ágnes. Comenius-kutatóként, a Pszichológiai atlasz és a Pszichológia című könyv megalkotójaként, valamint az ifjúság tanítását szolgáló gyakorlati pszichológiai ismeretterjesztő előadásaival szerzett hírnevet.

## Életpályája
Komáromban egyszerű család harmadik gyermekeként látta meg a napvilágot. Szülővárosában érettségizett a Benedek-rendi Gimnáziumban 1942-ben kitüntetéssel. Felsőfokú tanulmányokat magyar–latin és filozófia, majd pszichológia szakon folytatott a Szegedi Tudományegyetemen. A második világháborúban szülei és mindkét testvére a holokauszt áldozata lett, őt magát dunántúli munkaszolgálatra vitték, ahonnan elmenekült a Pannonhalmi Apátságba, ahol Kelemen Krizosztom pannonhalmi főapát és Torda Lajos pannonhalmi dolgozó mentették meg. 1945–1948 között díjtalan gyakornok volt a szegedi egyetemen, s közben befejezte egyetemi tanulmányait, 1947-ben pszichológiából doktorált, 1948-ban szerzett középiskolai tanári oklevelet.
1948-ban Várkonyi Hildebrand Dezső javaslatára kinevezték a Szegedi Pedagógiai Főiskola Neveléstudományi Tanszékére. Majd 1963-tól a pszichológiai tanszék tanszékvezető főiskolai tanára; ezt a tisztséget haláláig, 1982-ig töltötte be.
Több száz tanulmánya nemcsak magyar nyelven, hanem fordításokban is megjelent. 1957-ben pedagógiából, 1960-ban pszichológiából szerezte meg az új szovjet tudományos szisztéma szerint a kandidátusi fokozatot. A monotónia és a vigilancia témakörében írta meg német nyelven akadémiai nagydoktoriját, amelyet Potsdamban védett meg 1974-ben, majd 1979-ben címzetes egyetemi tanár lett.
1982-ben már súlyos beteg volt; január 28-án ragadta el a halál. A szegedi izraelita temetőben helyezték örök nyugalomra.

## Munkásságának vázlatos áttekintése
Érdeklődése eleinte az irodalom felé fordult: „A lélekismerő Arany János”, „A Szeged és Szeged környéki általános iskolák felső osztályos tanulóinak viszonya az olvasáshoz”, „Az irodalom és a lélektan kapcsolata” (1951).
Ezután Comenius került figyelme középpontjába: „Nagy oktatástan” és „A látható világ” fordításai magyarázó jegyzetekkel, bevezető tanulmánnyal való ellátása, az Akadémiai kiadó által jelentek meg. Még számos tanulmánya jelent meg a Comenologia tárgykörében. A gyakorlati pszichológiai tevékenységének eredménye volt a szellemileg visszamaradott gyermekek számfogalmának kialakítása (acalculia), valamint az aphasia terápiája, amelyről szóló monográfiája Varga Miklós társszerzővel Jénában jelent meg. Vizsgálta az iskolás gyermekek túlterhelését is, 1948-ban.
A pszichológia szakos főiskolai és egyetemi hallgatók oktatását szolgálta a Pszichológiai Atlasz, amely 1956-tól 77-ig hat kiadást ért meg.
A munkapszichológiai, pedagógiai és orvosi pszichológia területén foglalkozott a fáradtság, a monotónia, és a vigilancia kérdésével. Ezekről szóló monográfiája, valamint német nyelven megírt akadémiai doktori disszertációja, amit Potsdamban védett meg 1974-ben (Kísérletek a monotónia és vigilancia köréből, a pedagógiai és az üzemi pszichológia területén).
Munkája nemcsak a főhivatásként ellátott Tanárképző főiskolai tanárként tartott előadásaira, hanem a József Attila tudományegyetem bölcsész- és joghallgatóinak oktatására is kiterjedt. Tevékenységének középpontjában a tanítás állt.
Munkájának elismeréséül többször díjakban, kitüntetésekben részesült.

## Kutatási területei
Eleinte pedagógiával, majd egyre inkább csak pszichológiával foglalkozott, pedagógiai lélektannal, munkalélektannal, majd klinikai lélektannal.
Publikációihoz sok esetben társszerzőket hívott meg, hogy tudományos határterületeket érintő témákban saját eredményei, véleménye és megállapításai azokkal összhangban legyenek.
Kutatásait többek között a következő intézetekben végezte:
- Szegedi Pszichológiai Intézet
- Szegedi Kendergyár, Gumigyár
- Szegedi Siketnéma Intézet
- Sportorvosi és Ifjúsági Ideggondozó

## Tanulmányai (válogatás)

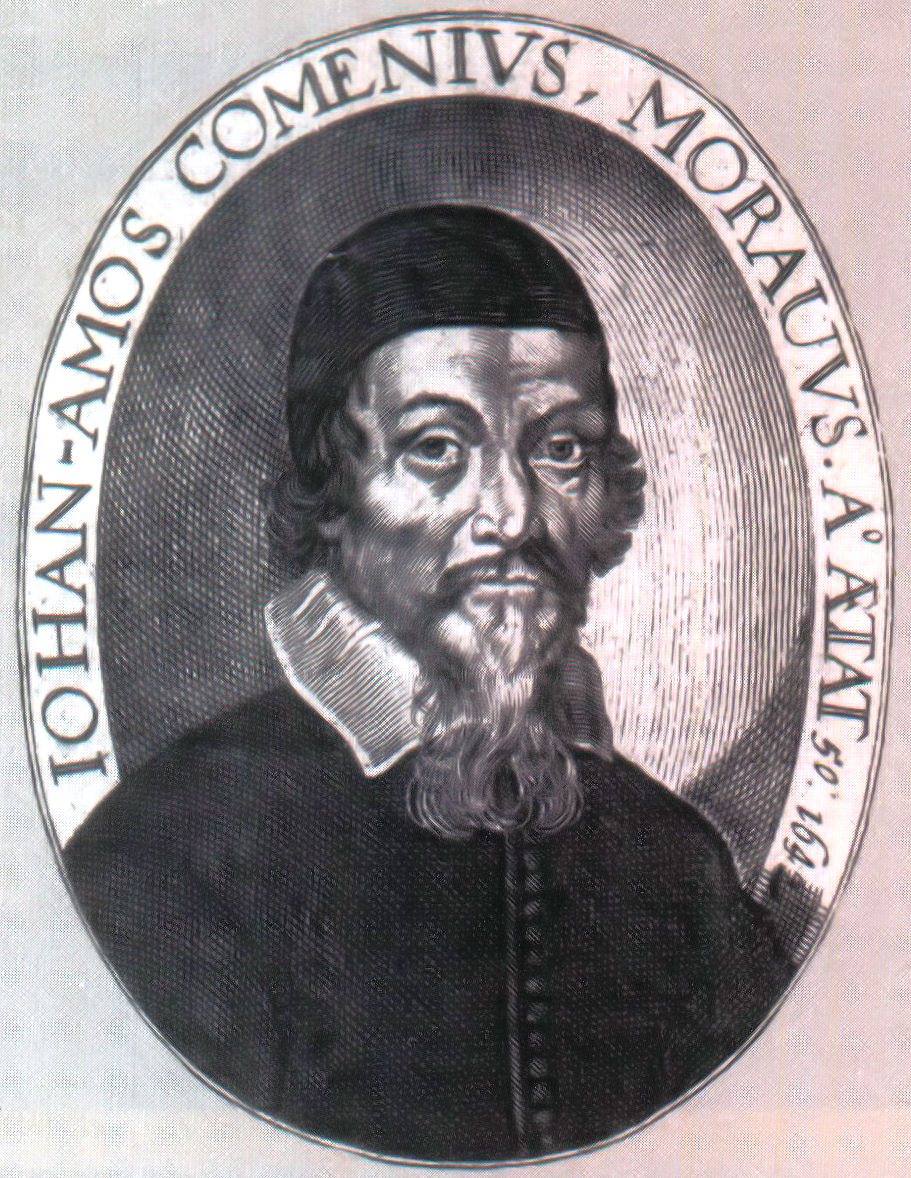
Johann Amos Comenius

### Kötetei
- Magna didactica (magyar) Comenius Ámos János nagy oktatástana (latinból ford. Geréb György). Budapest : Akadémiai, 1953. 427 p.
- Comenius didaktikai alapelvei : (A nemzetközi Comenius-év tiszteletére). Szeged : Szegedi Pedagógiai Főiskola, 1958. Klny. a Szegedi Pedagógiai Főiskola évkönyvéből.
- Pszichológiai atlasz. Budapest : Tankönyvkiadó, 1956. 174 p. : ill.
- Comenius Johannes Amos: Orbis sensualium pictus (magyar) A látható világ : [az 1669-ben megjelent háromnyelvű kiad. szövege alapján és fametszeteivel] [közzétette, bev., jegyz. Geréb György]. Budapest, Magyar Helikon, 1959. 343 p. 2 t.
- Kísérletek a fáradtság lélektanának köréből. Budapest : Akadémiai Kiadó, 1962. 215 p., 1 t.
- A fáradtság és pihenés néhány lélektani kérdése. Budapest : Gondolat, 1963. 163 p., 10 t.
- Általános pszichológia. Berencz Jánossal. Budapest : Tankönyvkiadó, 1964. 216 p.
- Bevezetés a pszichológiába. Társszerző: Popper Péter. Budapest. : Tankönyvkiadó, 1970. 164 p.
- Az iskola pszichés klimájáról. Budapest : Tankönyvkiadó, 1970. [46] lev. (A Pedagógia Időszerü Kérdései Hazánkban. 16.)[12]

### Szerkesztés
A tankönyvkiadó által megjelentetett több pszichológiával foglalkozó tankönyv szerkesztése, köztük: 
- Pszichológia : / [az egyes fejezeteket írták: Almásy György és több szakmabeli pedagógus]. Budapest : Tankönyvkiadó., 1971. 430 o. : ill. (főiskolai tankönyv)

### Vita
- Comenius Ianus-arca és a feltörekvő polgárság művelődési igénye. In: Acta Universitatis Szegediensis, Sectio Paedagogica el Psychologica, 3. Szeged, 1957. 17–27. p. (Vita Comenius világnézetéről. Vö. Tettamanti Béla: Comenius világnézetéről és ismeretelméleti állásfoglalásáról, uo. 3–15. pp.)

## Szakirodalom
- A lélektan 80 éves története a szegedi egyetemen : 1929–2009 / szerk. Szokolszky Ágnes, társszerk. Pataki Márta, Polyák Kamilla. Szeged, JATEPress, 2009. Geréb György: lásd 86–89. pp. ISBN 978-963-482-959-1
- Veczkó József: Dr. Geréb György 1923–1982. Pedagógiai Szemle, 1982/6. sz. 571–572. pp.

## Társasági tagság (válogatás)
- A Nemzetközi Comenius Bizottság elnökségének tagja
- Association for Humanistic Psychologie 1970-ben választotta tagjává
- Több magyarországi pszichológiai bizottság tagja, vagy elnöke (MTA, JGYTF, METESZ, stb.)

## Díjai, elismerései
- 1959 – Comenius-emlékérmet kapott, és beválasztották a Nemzetközi Comenius Bizottság elnökségébe, és megkapta a Csehszlovák Tudományos Akadémia nagydíját.
- 1963 – Az orvostudomány és pszichológia határterületén kifejtett tevékenységéért (acalculia, aphasia) orvosbiológiai doktori címet kapott a Debreceni Egyetemtől.
- 1974 – megírta németül és megvédte Potsdamban az akadémiai nagydoktori dolgozatát, és Budapesten a pszichológiai tudományok doktorává avatták.
- 1978 – Ehrennadel kitüntetés és Karl Liebknecht-érdemérem a potsdami Karl Liebknecht Pedagógiai Főiskolától
- 1979 – Főiskolai és egyetemi (bölcsészkar, jogi kar) előadásaiért a szegedi József Attila Tudományegyetem címzetes egyetemi tanárának nevezték ki.
- A korban szokásos kitüntetései: Kiváló Dolgozó, az Oktatásügy Kiváló Dolgozója, Kiváló Munkáért díj (Egészségügy), TIT-emlékérem, MTESZ Társadalmi Munkáért kitüntetés, a Munka Érdemrend bronz fokozata, a Haza Szolgálatáért érdemérem ezüst, majd később arany fokozata.